# Wolfgang Hannibal von Schrattenbach
Wolfgang Hannibal von Schrattenbach (ur. 12 września 1660 na zamku Lemberg w Styrii, zm. 22 lipca 1738 w Brnie) – biskup ołomuniecki w latach 1711–1738.

## Życiorys
Wolfgang Hannibal von Schrattenbach studiował w Collegium Germanicum w Rzymie uzyskując tytuły doktora teologii i filozofii. W 1682 został kanonikiem w Ołomuńcu i Salzburgu. 28 września 1688 został wyświęcony na księdza. W latach 1699–1728 był dziekanem kapituły w Salzburgu. 14 lipca 1703 został wybrany na biskupa Seckau, ale wyboru nie przyjął.
15 września 1711 został wybrany na biskupa ołomunieckiego. 25 maja 1712 został mianowany kardynałem z tytułem prezbitera S. Marcelli. W 1713 cesarz Karol VI mianował go członkiem swojej tajnej rady i współprotektorem Rzeszy. W 1714 został ministrem przy dworze papieskim. W 1715 rozpoczął proces beatyfikacyjny Jana Sarkandra. W latach 1719–1721 Wolfgang Hannibal von Schrattenbach był wicekrólem Neapolu. W 1725 został protektorem Rzeszy oraz dziedzicznych krajów Habsburgów austriackich. W swojej diecezji prowadził działalność budowlaną. Wzniósł teatry pałacowe w Kromieryżu i Vyškovie, kościół NMP w Kromieryżu oraz odnowił kościół i klasztor kapucynów w Vyškovie.